# La Réole
La Réole [la ʁeɔl] (gaskognisch La Rèula oder L’Arrèula) ist eine Kleinstadt mit 4441 Einwohnern (Stand 1. Januar 2022) im Département Gironde in der Region Nouvelle-Aquitaine in Frankreich. Sie gehört zum Kanton Le Réolais et Les Bastides. Die Bewohner nennen sich Réolais.

## Geografie
La Réole liegt an der Garonne, 62 Kilometer südöstlich von Bordeaux und 19 Kilometer östlich von Langon, sechs Kilometer westlich der Grenze zum Département Lot-et-Garonne. Der Hauptteil der kleinen Stadt liegt am orografisch rechten Flussufer, der Weiler Rouergue liegt am linken Ufer. Besonders für Rouergue besteht nach Unwettern Überschwemmungsgefahr durch die Garonne. In den Jahren 1835, 1855, 1875, 1879, 1918, 1927, 1930, 1981, 2006 und 2009 führte die Garonne Hochwasser.

## Geschichte

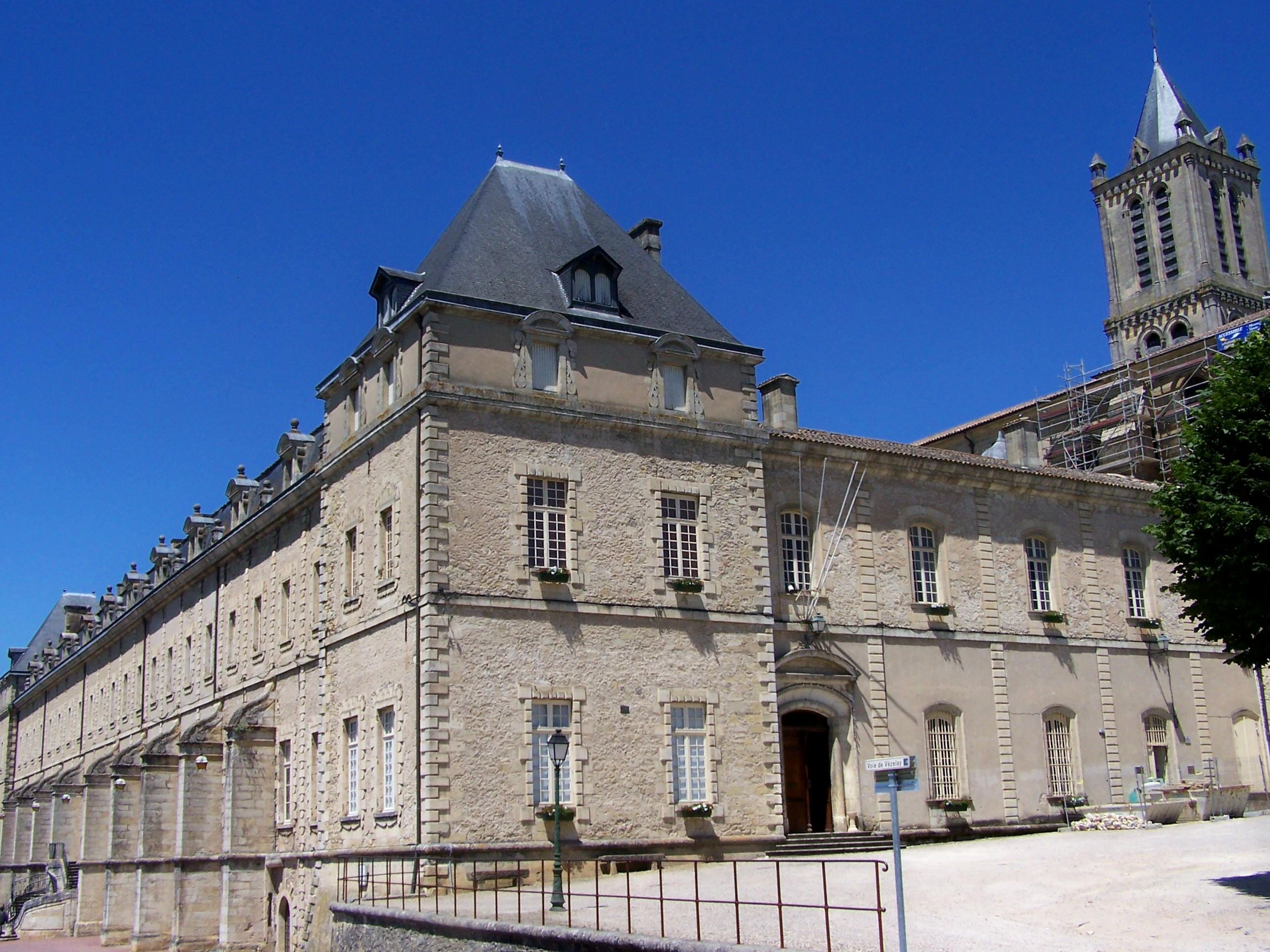
Mairie (Rathaus)

Der Name der Stadt wurde von Regula Benedicti abgeleitet. Um das Jahr 977 war die Siedlung der Benediktinerabtei von Fleury zugeordnet.
1793 erhielt La Réole als La Réole Saint Aignan im Zuge der Französischen Revolution (1789–1799) den Status einer Gemeinde und 1801 unter dem heutigen Namen das Recht auf kommunale Selbstverwaltung.
Vom 17. Februar 1800 bis zum 10. September 1926 existierte das Arrondissement de La Réole, das Monségur, Pellegrue, La Réole, Saint-Macaire, Sauveterre-de-Guyenne und Targon umfasste. La Réole war der Hauptort. Die gesamte Gemarkung ging dann an das Arrondissement Langon über.
| Jahr      | 1793  | 1800  | 1846  | 1911  | 1921  | 1946  | 1975  | 1999  | 2007  | 2017  | 2021  |
| --------- | ----- | ----- | ----- | ----- | ----- | ----- | ----- | ----- | ----- | ----- | ----- |
| Einwohner | 5.035 | 3.806 | 4.080 | 4.241 | 3.644 | 4.491 | 5.016 | 4.187 | 4.218 | 4.356 | 4.396 |

Am meisten Einwohner hatte La Réole 1793 (5035), am wenigsten 1921 (3644).

## Kultur und Sehenswürdigkeiten

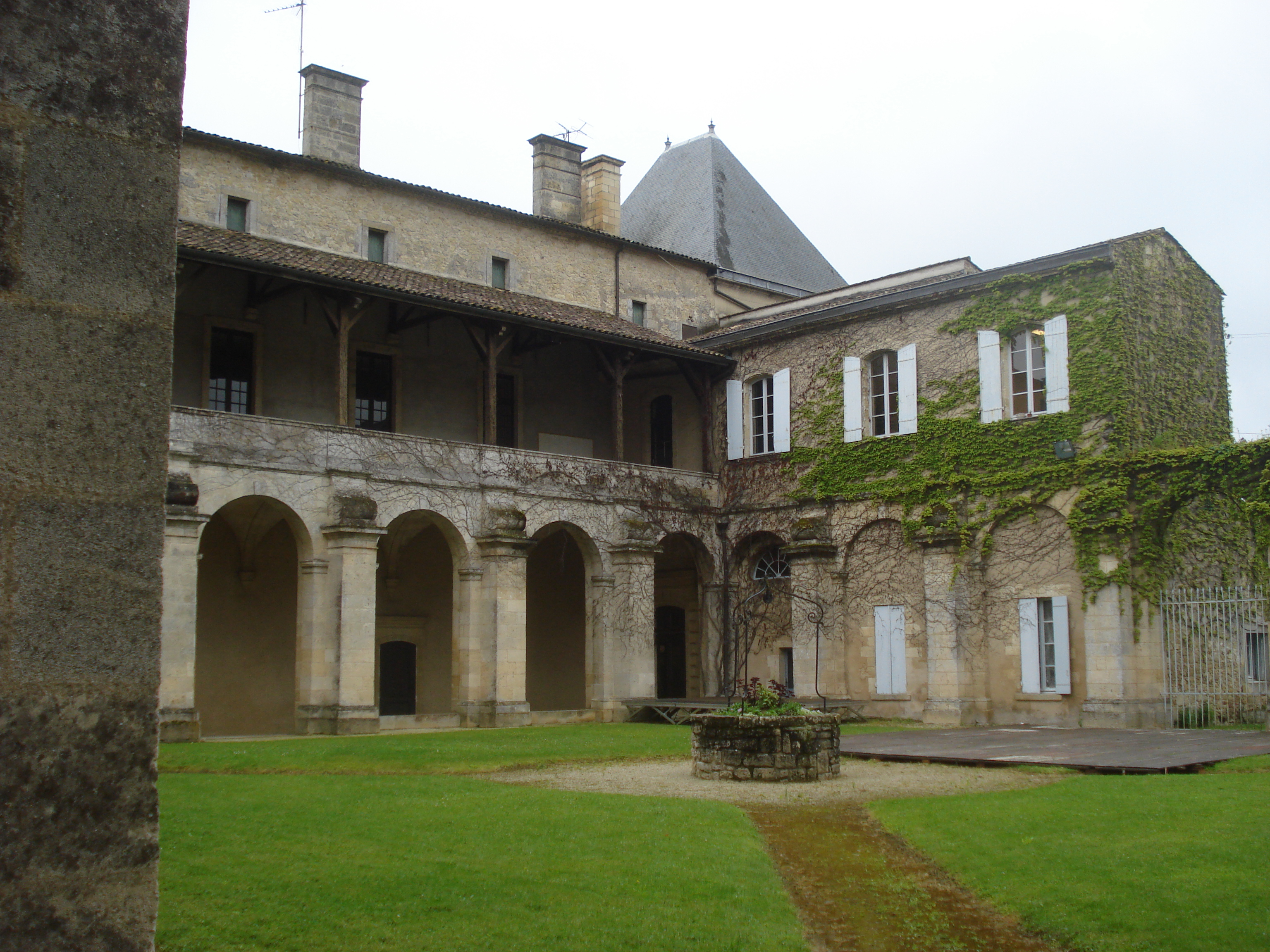
Priorei

### Bauwerke
Die ehemalige Benediktiner-Priorei Saint-Pierre ist offiziell als historisches Denkmal klassifiziert. Sie wurde 1704 erbaut und befindet sich im Besitz der Gemeinde und des Départements.
Siehe auch: Liste der Monuments historiques in La Réole

### Sport
La Réole XIII ist Mitglied der französischen „Dreizehner-Rugby League“.

## Infrastruktur
La Réole wird von der Via Lemovicensis, einem der vier historischen „Wege der Jakobspilger in Frankreich“, passiert.
Die Stadt besitzt einen eigenen Bahnhof an der Bahnstrecke Bordeaux–Sète der SNCF. Sie wird mit Zügen des TER Nouvelle-Aquitaine befahren.
Ein Autobahnanschluss befindet sich an der Autoroute A62.

## Städtepartnerschaften
- Oliveira do Douro, Portugal, seit 1992
- Sacile, Italien, seit 2000

## Persönlichkeiten
- Der Mathematiker Abbo von Fleury (940 oder 945–1004) verstarb in La Réole.
- Der Militär Olivier de Coëtivy (1418–1480) war 1447 Kapitän von La Réole.
- Der Theologe Bernard Seguin, der am 16. Mai 1553 in Lyon als evangelischer Märtyrer starb, wurde in La Réole geboren.
- Der Staatsmann Joseph Henri Joachim Lainé (1768–1835) wurde 1793 zum Distriktsadministrator von La Réole berufen.
- Die Schriftstellerin Michèle Perrein (1929–2010) wurde in La Réole geboren.
- Der Motocross Pilot Marvin Musquin wurde am 30. Dezember 1989 in La Réole geboren.